# 가브리엘 메르세데스
율리스 가브리엘 메르세데스 레예스(스페인어: Yulis Gabriel Mercedes Reyes, 1979년 12월 12일 ~ )는 도미니카 공화국의 태권도 선수로 2008년 하계 올림픽 은메달리스트이다.
2008년 하계 올림픽에 참가하여 58kg급에서 결승까지 진출하였다. 결승에서 기예르모 페레스선수를 상대하였으나 판정패당하며 은메달을 획득하였다.
2012년 하계 올림픽에서는 도미니카 공화국의 기수를 맡았다. 이번 게임에서 그는 태권도 58kg급에 참가하였고, 도미니카 공화국의 3번째 매달을 획득하고 싶어했다. 그는 2라운드 중반까지 괜찮았다. 하지만 그는 관절 반월과 오른쪽 무릎 십자인대를 부상당했다. 그가 다리를 절며 눈물을 흘리기전까지 그는 고통에도 불구하고 끝까지 싸웠다.

## 같이 보기
- 2004년 하계 올림픽 도미니카 공화국 선수단
- 2008년 하계 올림픽 도미니카 공화국 선수단